# Bahnstrecke Tumleberg–Håkantorp
| Bahnhof Tumleberg |                             |                                                        |                                                        |
| Streckenlänge: | 12 km                       |                                                        |                                                        |
| Spurweite: | 891 mm (schwed. 3-Fuß-Spur) |                                                        |                                                        |
| Minimaler Radius: | 200 m                       |                                                        |                                                        |
| Streckengeschwindigkeit: | 45 km/h                     |                                                        |                                                        |
| |                             |                                                        |                                                        |
| \| \| \| Bahnstrecke Uddevalla–Herrljunga (UWHJ) von Vänersborg \| \| \| \| \| Bahnstrecke Gårdsjö–Håkantorp von Lidköping \| \| \| \| 11,650 \| Håkantorp \| Håkantorp \| \| \| \| Bahnstrecke Uddevalla–Herrljunga (UWHJ) nach Vara \| \| \| \| 7,715 \| Helås \| Helås \| \| \| 3,922 \| Arentorp \| Arentorp \| \| \| \| Bahnstrecke Göteborg–Skara (VGJ) von Vara \| \| \| \| 0,000 \| Tumleberg (Pedersbacke) \| Tumleberg (Pedersbacke) \| \| \| \| Bahnstrecke Göteborg–Skara nach Göteborg \| \| \| \| \| \| \| \| Quellen: [1] \| \| \| \| |                             |                                                        |                                                        |
| Strecke |                             | Bahnstrecke Uddevalla–Herrljunga (UWHJ) von Vänersborg | Bahnstrecke Uddevalla–Herrljunga (UWHJ) von Vänersborg |
| Abzweig geradeaus und von links |                             | Bahnstrecke Gårdsjö–Håkantorp von Lidköping            | Bahnstrecke Gårdsjö–Håkantorp von Lidköping            |
| Bahnhof | 11,650                      | Håkantorp                                              | Håkantorp                                              |
| Abzweig ehemals geradeaus und nach links |                             | Bahnstrecke Uddevalla–Herrljunga (UWHJ) nach Vara      | Bahnstrecke Uddevalla–Herrljunga (UWHJ) nach Vara      |
| Bahnhof (Strecke außer Betrieb) | 7,715                       | Helås                                                  | Helås                                                  |
| Bahnhof (Strecke außer Betrieb) | 3,922                       | Arentorp                                               | Arentorp                                               |
| Abzweig geradeaus und von links (Strecke außer Betrieb) |                             | Bahnstrecke Göteborg–Skara (VGJ) von Vara              | Bahnstrecke Göteborg–Skara (VGJ) von Vara              |
| Bahnhof (Strecke außer Betrieb) | 0,000                       | Tumleberg (Pedersbacke)                                | Tumleberg (Pedersbacke)                                |
| Strecke (außer Betrieb) |                             | Bahnstrecke Göteborg–Skara nach Göteborg               | Bahnstrecke Göteborg–Skara nach Göteborg               |
| |                             |                                                        |                                                        |
| Quellen: |                             |                                                        |                                                        |

Die Bahnstrecke Tumleberg–Håkantorp war eine rund 12 Kilometer lange schmalspurige Bahnstrecke in Schweden. Sie wurde von der am 19. September 1896 gegründeten Västergötland–Göteborgs järnvägsaktiebolag erbaut. Ziel der Gesellschaft war, die schmalspurigen Netze von Göteborg in Göteborgs och Bohus län durch Älvsborgs län nach Skara in Skaraborgs län zu erschließen.
Damit sollte das gesamte Schmalspurnetz aufgewertet und das Hinterland der Stadt Göteborg erschlossen werden. Dies war eine der wenigen Strecken, die die Gesellschaft selbst baute. Ergänzungen wurden meist durch Kauf oder Gründung von mit ihr verbundenen Tochtergesellschaften verwirklicht.

## Geschichte
Bereits am 9. Januar 1893 war von einem Interims-Vorstand, der diese Idee verwirklichen wollte, ein Konzessionsantrag gestellt worden. Aus dem Vorstandsprotokoll vom 14. August 1893 ist zu entnehmen, dass die Hauptstrecke von Göteborg über Vara nach Skara sowie eine Nebenstrecke zwischen Pedersbacke und Håkantorp oder alternativ zwischen Vara Richtung Osten zur Vänersborgsbanan zum Bahnhof Håkantorp erstellt werden soll.
Die vorgeschlagene Hauptbahn war 129,2 km lang. Die Nebenstrecke Pedersbacke–Håkantorp würde eine Länge von 11,8 km haben und 270.000 Kronen kosten, während die alternativ vorgeschlagene Strecke Vara–Håkantorp 8,5 km lang wäre und 186.000 Kronen kosten würde.
Der Vorschlag, die Nebenbahn zwischen Vara und Håkantorp zu errichten, führte zu heftigen Protesten, vor allem aus Lidköping. Diese Proteste verzögerten den gesamten Bahnbau um einige Jahre. Die Konzession für die Bahnstrecke Göteborg–Vara–Skara wurde am 10. Mai 1895 erteilt. Bedingung war, dass der Baubeginn bis zum 31. Dezember 1896 und die Verkehrsaufnahme am 1. Oktober 1898 erfolgen müsse.
Auf Grund der Proteste für die Nebenstrecke wurde nun die andere Alternative zwischen Pedersbacke und Håkantorp gewählt. Diesem Vorschlag stimmte Lidköping zu, denn dort wünschte man sich eine direkte Verbindung nach Göteborg. Die Konzession für diese Variante wurde am 31. Dezember 1896 bewilligt und der Fertigstellungstermin für die Strecke sollte auf Antrag der 1. Dezember 1899 sein.
Pedersbacke ist eine Streusiedlung mit einer größeren Ansammlung von Häusern mit dem Namen Tumleberg, in deren Nähe der Abzweigbahnhof dann gebaut wurde.

## Streckenbau
Mit dem Streckenbau an den Strecken wurden am 10. September 1897 die Ingenieure K. A. Lagergren und O. J. M. Malmstedt beauftragt. Die Trassierungsarbeiten der Strecke begann aber schon im August 1897 und bis zum Jahresende waren 47,3 Kilometer für die Verlegung der Schienen vorbereitet. Dazu wurde an 16 Brücken und 105 Durchlässen gearbeitet. Im Einsatz waren zwischen 400 und 1300 Arbeiter.
Ende 1898 waren 126,2 Kilometer trassiert. Mehrere Brückenbauwerke waren abgeschlossen und einige Bahnhöfe im Bau. Die Verlegung der Schienen begann im Juni 1898 und war bis zum Jahresende auf den Streckenabschnitten Vara–Öttum (20 km), Håkantorp–Utby (27 km), Pedersbacke–Afså (27 km) und Skräppekärr–Linnarhult (6 km) abgeschlossen.
Allerdings drohte auf Grund der schlechten Wirtschaftslage die Einstellung der Bauarbeiten durch die Vertragspartner. Deshalb beschloss VGJ, die Arbeiten unter eigener Regie weiterzuführen. Die Arbeitskräfte, die technischen Geräte und das Material wurden dazu übernommen. Unter der Leitung von J. O. H. Nyström wurden die Arbeit unter hohem Tempo fortgesetzt. Ende 1899 war der Bau der Strecke im Wesentlichen abgeschlossen, so dass am 1. Januar 1900 die Hauptstrecke Göteborg–Skara und die abzweigende Strecke Tumleberg–Håkantorp für den öffentlichen Verkehr freigegeben werden konnten.
Die verbauten Stahl-Schienen hatten ein Metergewicht von 17,4 Kilogramm. Die größte Steigung betrug 16 ‰ und der kleinste Kurvenradius 200 Meter. Gefahren wurde mit einer Höchstgeschwindigkeit von 45 km/h. 187 Mitarbeiter waren bei der Gesellschaft angestellt. Dazu war eine große Zahl von Wohngebäuden, Bahnhöfen mit zugehörigen Nebengebäuden und Bahnwärterhäuser errichtet worden.
Dazu entstand ein Lokschuppen in Tumleberg. 1912 wurde die Bekohlungsanlage in Tumleberg ausgebaut.

## Umbauvorschläge auf Normalspur
Auf Vorschlag von Nyström waren zwischen 1918 und 1920 detaillierte Untersuchungen und Kalkulationen bezüglich einer Umstellung auf Normalspur auf den Strecken Göteborg–Gårdsjö und Tumleberg–Håkantorp durchgeführt worden. Die Kosten für das gesamte Projekt einschließlich der Fahrzeuge wurde auf 9.540.000 Kronen geschätzt. In diesem Betrag waren die Kosten von einer Million Kronen für den Anschluss an den Normalspurbahnhof in Göteborg enthalten.
Der Umbau sollte in Gårdsjö beginnen, weil man zuerst  vor allem die Industrie rund um Kinnekulle und Lidköping erreichen wollte.
Diese Frage wurde immer wieder aufgeworfen, kam aber im Laufe der Jahre nie zur Ausführung. 1943 wurde sie im Eisenbahn-Ausschuss behandelt, aber erneut verschoben. Neu diskutiert wurde dieses Thema mit der Verstaatlichung des VGJ-Netzes 1948.

## Stilllegung und Abbau
Während der SJ-Zeit kamen die Schmalspurbahnen, die seit vielen Jahren ein wichtiger Teil von Gesellschaft und Wirtschaft waren, in Bedrängnis. Die Entwicklung des Verkehrs sowohl bei Lastwagen, Bussen und Pkw im Laufe der Zeit nahm zu. Trotz der Rationalisierungen sank der Wettbewerbsfähigkeit der Schmalspurbahnen. Dies reduzierte die Profitabilität und führte sogar zu Verlusten. So wurde ein Großteil der Bahnen stillgelegt und abgebaut.
Auf der Bahnstrecke Tumleberg–Håkantorp wurde der Gesamtverkehr am 1. September 1953 im Zusammenhang mit dem Umbau auf Normalspur zwischen Håkantorp und Lidköping eingestellt.